# Ловелл-Пойнт (Аляска)
Ловелл-Пойнт (англ. Lowell Point) — переписна місцевість (CDP) в США, в окрузі Кенай штату Аляска. Населення — 79 осіб (2020).

## Географія
Ловелл-Пойнт розташований за координатами 60°4′35″ пн. ш. 149°29′33″ зх. д. / 60.07639° пн. ш. 149.49250° зх. д. (60.076367, -149.492517).  За даними Бюро перепису населення США в 2010 році переписна місцевість мала площу 30,94 км², з яких 30,88 км² — суходіл та 0,06 км² — водойми.

## Демографія
Згідно з переписом 2010 року, у переписній місцевості мешкало 80 осіб у 36 домогосподарствах у складі 12 родин. Густота населення становила 3 особи/км².  Було 71 помешкання (2/км²).
Расовий склад населення:
| - 96,3 % — білих - 3,8 % — корінних американців |

До двох чи більше рас належало 0,0 %. Частка іспаномовних становила 0,0 % від усіх жителів.
За віковим діапазоном населення розподілялося таким чином: 6,2 % — особи молодші 18 років, 82,5 % — особи у віці 18—64 років, 11,3 % — особи у віці 65 років та старші. Медіана віку мешканця становила 45,7 року. На 100 осіб жіночої статі у переписній місцевості припадало 281,0 чоловіків;  на 100 жінок у віці від 18 років та старших — 257,1 чоловіків також старших 18 років.
Цивільне працевлаштоване населення становило 141 особа. Основні галузі зайнятості: транспорт — 53,2 %, науковці, спеціалісти, менеджери — 25,5 %, оптова торгівля — 21,3 %.